# Недостижимый код
В программировании и теории компиляторов, недостижимым кодом называют часть кода программы, которая ни при каких условиях не может быть исполнена, поскольку является недостижимой в графе потока управления.
Недостижимый код часто относят к одному из типов мёртвого кода, такая терминология обычно применяется при рассмотрении исходного кода программ. Однако в теории компиляторов, эти понятия никак не связаны, мёртвым кодом там называют только достижимый, но не влияющий на вывод программы код.
Основные недостатки наличия в программе недостижимого кода:
- Занимает излишнюю память;
- Является причиной излишнего кэширования инструкций в кэш инструкций CPU — которое также снижает локальность данных;
- Затрудняет поддержку приложений — время и силы могут быть потрачены на поддержку и документирование части кода, которая является недостижимой, а значит никогда не исполняется.

## Причины возникновения
Существование недостижимого кода может быть обусловлено разными факторами, например:
- Программные ошибки в сложных условных переходах;
- Вследствие внутренних преобразований, выполняемых оптимизирующим компилятором;
- Неполное тестирование новой или модифицированной программы, которому не удалось обнаружить недостижимый код;
- При исправлении одной ошибки, программист создал другую ошибку, которая обходит недостижимый код и не была обнаружена во время тестирования;
- Устаревший код, который не был полностью удалён программистом, так как он был смешан с действующим кодом;
- Устаревший код, который программист забыл удалить;
- Ранее полезный код, который никогда не будет исполнен, так как, в дальнейшем, ввод данных никогда не приведёт к исполнению этого кода;
- Устаревший код, который был намеренно сохранён, но сделан недостижимым, для того чтобы его можно было при необходимости снова включить в программу;
- Отладочные конструкции и остаточные части кода, которые ещё должны быть удалены из программы.

В последних пяти случаях, недостижимый код является унаследованным, то есть код, который был однажды полезным, но сейчас не используется.

## Примеры
Рассмотрим следующий пример на языке Си:
```
 
int
 
foo
(
int
 
x
,
 
int
 
y
)

 
{

   
return
 
x
 
+
 
y
;

   
int
 
z
 
=
 
x
*
y
;
  
/* Недостижимый код */

 
}

```

Операция int z = x*y является недостижимым кодом, так как перед ней выполняется выход из процедуры (операции, стоящие после возврата из процедуры могут и не являться недостижимым кодом, например, если на метку, стоящую после возврата ссылается оператор goto).

## Анализ
Поиск недостижимого кода в исходном коде может быть выполнен с помощью статического анализа кода. В оптимизирующем компиляторе, выявить и удалить недостижимый код способна оптимизация удаления недостижимого кода, которая находит в графе потока управления (CFG) недостижимые узлы и удаляет их. Простой анализ CFG-графа на недостижимые узлы часто бывает реализован в компиляторе в виде отдельной функции, т. н. сборщика мусора, которая вызывается сразу после преобразований, способных изменять граф потока управления.
Код может становиться недостижимым в результате выполнения других преобразований компилятора над промежуточным представлением, например оптимизации удаления общих подвыражений.
На практике, сложность реализуемого анализа существенно влияет на количество выявляемого недостижимого кода. Например, после свёртки констант и простого анализа потока управления можно обнаружить, что код внутри оператора if в следующем примере является недостижимым:
```
 
int
 
foo
(
void
)

 
{

   
int
 
n
 
=
 
2
 
+
 
1
;

   
if
 
(
n
 
>
 
4
)

   
{

     
printf
(
"%d"
,
 
n
);
  
/* Недостижимый код */

   
}

 
}

```

Однако, для того чтобы выявить недостижимый код в следующем примере, необходимо применить гораздо более сложный алгоритм анализа:
```
 
int
 
foo
(
void
)

 
{

   
double
 
x
 
=
 
sqrt
(
2
);

   
if
 
(
x
 
>
 
4
)

   
{

     
printf
(
"%lf"
,
 
x
);
  
/* Недостижимый код */

   
}

 
}

```

Одним из практических решений является подход, выполняющий сначала простой анализ выявления недостижимого кода, а затем использует профилировщик для обработки более сложных случаев. Профилировщик не может доказать, что какой-либо участок кода является недостижимым, но он может быть хорошей эвристикой для нахождения подозрительных узлов, которые, вероятно, являются недостижимыми. После обнаружения этих потенциально недостижимых узлов, можно применить какой-нибудь мощный алгоритм анализа недостижимого кода.